# Dostojewskaja (Metro Sankt Petersburg)

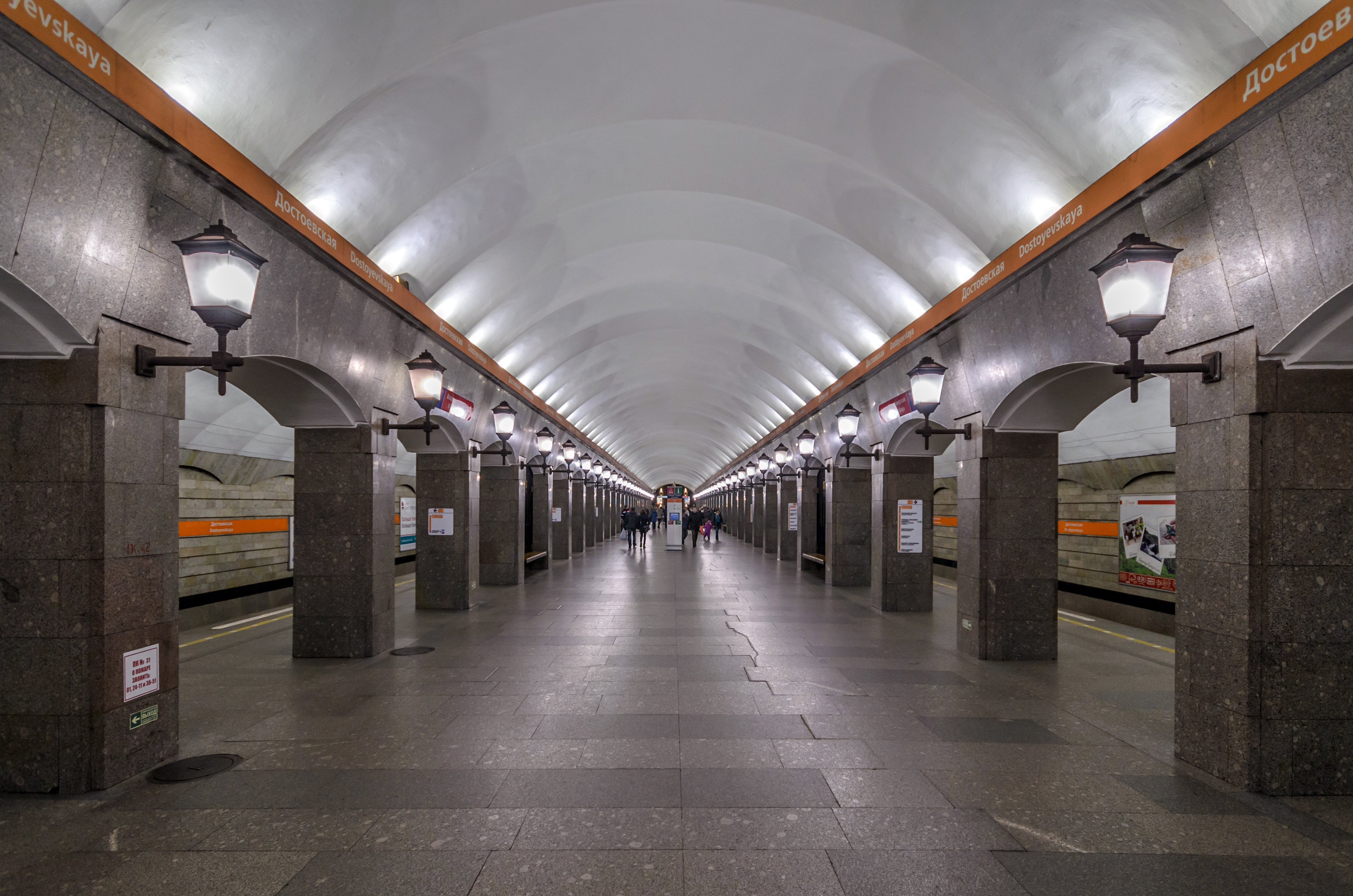
Bahnsteig der Dostojewskaja

Dostojewskaja (russisch Достоевская) ist ein U-Bahnhof der Metro Sankt Petersburg an der Linie 4. Er stellt eine Umsteigestation im Zentrum der russischen Millionenstadt Sankt Petersburg dar und wurde am 30. Dezember 1991 in Betrieb genommen. Benannt ist die Station zu Ehren des russischen Romanciers Fjodor Dostojewski, dessen ehemalige Wohnung (heute als Museum betrieben) sich in der Nähe des U-Bahnhofs befindet.

## Beschreibung
Der U-Bahnhof befindet sich in 62 Metern Tiefe und ist von der Straße aus über ein Zugangsvestibül zu erreichen. Letzteres befindet sich im südwestlichen Bereich des Wladimir-Platzes (russ. Владимирская площадь) an der Ausmündung des Sagorodny-Prospekts (Загородный проспект). Der Wladimir-Platz liegt mitten im historischen Zentrum Sankt Petersburgs südlich der Prachtstraße Newski-Prospekt, die über den Wladimir-Prospekt (Владимирский проспект) fußläufig in wenigen Minuten zu erreichen ist. Ebenso wie das Dostojewski-Museum (dem allerdings der Umsteige-U-Bahnhof Wladimirskaja räumlich näher liegt) ist beispielsweise das Ufer der Fontanka und über die Lomonossow-Brücke auch das klassizistische Ensemble rund um das Alexandrinski-Theater schnell zu erreichen.
Das Zugangsvestibül stellt, wie im Petersburger Metrosystem üblich, ein separates Gebäude dar, das 2006 von einem vor ihm neu errichteten Einkaufszentrum teilweise überbaut wurde, womit seitdem ein direkter Übergang zwischen der Station und dem Erdgeschoss des Zentrums besteht. Ferner kann der Bahnsteig der Dostojewskaja über den Übergangstunnel des U-Bahnhofs Wladimirskaja der Linie 1 erreicht werden. Dieser U-Bahnhof, in dessen Bereich sich die Linien 1 und 4 kreuzen, verfügt über einen eigenen Zugang von der Straße aus, der sich auf der anderen Seite des Wladimir-Platzes befindet.
Die Schalterhalle im Inneren des Zugangsvestibüls der Dostojewskaja wird durch drei lange Fahrtreppen, eine Zwischenebene sowie mehrere Stufen mit der Bahnsteighalle an deren nördlichem Ende verbunden. Die wesentlich kürzeren Rolltreppen vom gegenüberliegenden Bahnsteigende aus führen hingegen in den Übergangstunnel zur Station Wladimirskaja der Linie 1. Der ungewöhnlich abknickende Verlauf dieses Übergangstunnels ist durch Schwierigkeiten bei dessen Bau Anfang der 1990er-Jahre bedingt: Ein Teil des ursprünglich als gerade geplanten Gangs musste zur Seite geleitet werden, da mehrere Gebäude direkt über ihm zeitweise einzustürzen drohten.
Das Vestibül der Dostojewskaja ist seit 2000 nur wochentags von 7 bis 20 Uhr in Betrieb. Zur restlichen Betriebszeit der Metro kann der U-Bahnhof nur über die Station Wladimirskaja und den Übergangstunnel betreten bzw. verlassen werden.

## Architektur
Die Bahnsteighalle stellt eine für das Petersburger Metrosystem häufige Konstruktion aus einem Inselbahnsteig mit zwei Reihen das Gewölbe stützender Pfeiler dar. In Anlehnung an den Namen der Station bzw. das Wirken der namensgebenden Person erfuhr die Halle durch spezielle dekorative Elemente jedoch insgesamt eine überaus originelle Gestalt, deren Autoren die Architekten A.W. Schuk und A.D. Tokman waren. So gibt die zurückhaltende Beleuchtung der Halle mit Lampen, die nach Straßenlaternen aus dem 19. Jahrhundert stilisiert sind, die Atmosphäre Petersburgs, wie es zu Dostojewskis Zeit gewesen war und in seinen insbesondere frühen Werken des Öfteren beschrieben wurde, sehr effektvoll wieder. Ebenso fallen die an einige Bauwerke des Petersburger Klassizismus erinnernden arkadenartigen Übergänge zwischen den Stützsäulen auf, insbesondere jedoch die dekorativen gusseisernen Gittern, die in einige der Arkaden jeweils zusammen mit einer Sitzbank eingebaut wurden. Sowohl die Säulen wie auch die äußeren Wände über den Gleisen sind mit hell- bis dunkelgrauen Marmorplatten verkleidet, was zusammen mit durchgehend grauen Granitplatten des Fußbodens ein an die oft trostlose Wahrnehmung des Petersburger Stadtbildes in Dostojewskis Werken erinnerndes Ambiente schafft. In der zum Ausgang führenden Zwischenebene, wo die drei Fahrtreppen zur Schalterhalle beginnen, findet sich eine Wandmosaik, die eine stilisierte Abbildung des alten Petersburgs (einschließlich der aus der Häuserreihe hervortretenden Kuppel der Isaakskathedrale) erahnen lässt.